# Braqueurs d'élite
Pour les articles homonymes, voir The Lake et Renegades.
Pour plus de détails, voir Fiche technique et Distribution.
Braqueurs d'élite (Renegades) est un long métrage multinational réalisé par Steven Quale et sorti en 2017. Produit et écrit par Luc Besson, le film raconte les aventures de soldats américains en Yougoslavie en 1995 à la recherche d'un trésor nazi.
Le film ne séduit pas la critique et ne rencontre pas le succès commercial.

## Synopsis
En août 1944, des soldats du Troisième Reich fuient Paris et décident de cacher leur trésor de guerre — or et œuvres d'art — à Bosansko Grahovo, un petit village de Yougoslavie. Ils massacrent tous les habitants. Mais des résistants font exploser un barrage et tout le village et les nazis sont engloutis.
À Sarajevo en 1995, en plein conflit, une équipe de Navy SEALs menée par Matt Barnes est en mission d'infiltration pour capturer le général serbe Milić, accusé de crimes de guerre. La mission est un quasi succès mais ils sont repérés par les autorités serbes. Leur supérieur, l'amiral J. Levin, leur donne alors quelques jours de permission. Stanton Baker, l'un des SEALs, tombe amoureux d'une jeune femme locale, Lara Simić. Après s'être fait agresser, celle-ci va lui raconter être la petite-fille de l'unique survivant du massacre de Bosansko Grahovo. Elle sait qu'il s'y trouve un trésor avec notamment l'or nazi. Celui-ci serait au fond d'un lac. Les soldats américains décident de le remonter à la surface pour le restituer aux habitants locaux démunis. Mais l'ennemi les a repérés, notamment l'un des hommes du général, Petrović. Ils n'ont que quelques heures pour réussir leur opération.

## Fiche technique
Sauf indication contraire, les informations mentionnées dans cette section peuvent être confirmées par la base de données cinématographiques IMDb,  présente dans la section « Liens externes ».
- Titre original anglophone : Renegades
- Titre original français : Braqueurs d'élite
- Titre de travail : The Lake
- Titre américain : American Renegades
- Réalisation : Steven Quale
- Scénario : Luc Besson et Richard Wenk
- Costumes : Esther Walz
- Décors : Hugues Tissandier
- Photographie : Brian Pearson
- Montage : Florent Vassault
- Musique : Éric Serra
- Production : Luc Besson et Raphaël Benoliel
  - Coproduction : Christoph Fisser, Henning Molfenter et Charlie Woebcken
  - Producteurs délégués : Diego Zanco, Pierre Ellul et Michael Schwarz
- Sociétés de production : EuropaCorp, Pakt Media et Studios de Babelsberg (coproduction)
- Sociétés de distribution : EuropaCorp Distribution (France), Relativity EuropaCorp Distribution (USA), VVS Films (Canada), Universum Film AG (Allemagne)
- Budget : 66 194 447 €
- Pays de production :  France,  Allemagne,  Belgique,  Croatie,  Malte
- Langues originales : anglais, allemand, croate, bosnien, serbe
- Format : couleur
- Genre : thriller, action, guerre
- Durée : 103 minutes
- Dates de sortie : 
  - Taïwan : 1er septembre 2017
  - Allemagne : 28 juin 2018
  - France : 29 août 2018

## Distribution
- Sullivan Stapleton (VF : Xavier Fagnon) : Matt Barnes
- J. K. Simmons (VF : Jean Barney) : le rear admiral Levin
- Charlie Bewley (VF : Benjamin Penamaria) : Stanton Baker
- Clemens Schick (VF : Sylvain Agaësse) : Petrović
- Ewen Bremner (VF : Laurent Morteau) : Jim Rainey
- Diarmaid Murtagh (VF : Adrien Antoine) : Kurt Duffy
- Alain Blažević (hr) : Boris
- Sylvia Hoeks (VF : Aurore Bonjour) : Lara Simić
- Joshua Henry (en) (VF : Namakan Koné) : Ben Mmoran
- Dimitri Leonidas (VF : Damien Ferrette) : Jack Porter
- Mahamadou Coulibaly : Detroit Turner
- Denis Lyons : un pilote d'Air France
- David Masterson : Walt
- Karim Chérif (de) : Milenko
- Slavko Sobin : le chef partisan

## Production

### Genèse et développement
En septembre 2014, il est annoncé qu'EuropaCorp a engagé Steven Quale pour réaliser un thriller d'action mettant en scène des Navy SEALs intitulé The Lake, écrit par Luc Besson et Richard Wenk.

### Attribution des rôles
En mars 2015, Sullivan Stapleton est engagé pour le rôle principal. J. K. Simmons, Charlie Bewley et Diarmaid Murtagh le rejoignent ensuite. Sylvia Hoeks, Joshua Henry et Dimitri Leonidas complètent la distribution quelques semaines plus tard.

### Tournage
Le tournage débute le 30 avril 2015. Il a lieu en Croatie (Hum, Karlovac, Ogulin, Lokve, Zagreb), sur l'île de Malte, en Belgique (AED Studios à Lint) ainsi que dans les studios de Babelsberg à Potsdam,.

## Accueil
Le film reçoit des critiques globalement négatives. Sur l’agrégateur de critiques Rotten Tomatoes, il n'obtient que 11% d'avis favorables pour 19 critiques et une note moyenne de 4,2⁄10. Sur Metacritic, il obtient une note moyenne de 33⁄100 pour 8 critiques.
Côté box-office, le succès n'est pas au rendez-vous. Il n'attire que 47 177 spectateurs dans les salles françaises. Il ne récolte que 2 602 149 $ dans le monde.